# Fußballnationalmannschaft von Sint Maarten
Die Fußballnationalmannschaft von Sint Maarten ist die Mannschaft des niederländischen Teiles der Karibikinsel St. Martin (nicht zu verwechseln mit der Mannschaft des französischen Teiles der Insel, der Fußballnationalmannschaft von Saint-Martin). Sint Maarten ist kein Mitglied des Weltfußballverbandes FIFA und nimmt daher nicht an Qualifikationsspielen zu Fußball-Weltmeisterschaften teil. Sie nimmt jedoch als Mitglied des Kontinentalverbandes CONCACAF an den dortigen Wettbewerben teil, zählt dort jedoch zu den erfolglosesten Mannschaften.

## Turnierteilnahmen

### Fußball-Weltmeisterschaft
- 1930 bis 2022 – nicht teilgenommen (kein FIFA-Mitglied)

### CONCACAF Gold Cup
- 1991 – nicht teilgenommen
- 1993 bis 1998 – nicht qualifiziert
- 2000 bis 2015 – nicht teilgenommen
- 2017 bis 2025 – nicht qualifiziert

### Karibikmeisterschaft
- 1989 – Vorrunde
- 1990 bis 1991 – nicht teilgenommen
- 1992 – nicht qualifiziert
- 1993 – Vorrunde
- 1994 bis 1997 – nicht qualifiziert
- 1998 – nicht teilgenommen
- 1999 – Zurückgezogen
- 2001 – nicht teilgenommen
- 2005 – Zurückgezogen
- 2007 bis 2014 – nicht teilgenommen
- 2017 – nicht qualifiziert

## Trainer
- Ronny Wadilie (2016)
- Elvis Albertus (seit 2017)